# Crisis de los controladores aéreos en España en 2010
La crisis de los controladores aéreos en España en 2010 se refiere a una serie de eventos, derivados del conflicto entre el colectivo de controladores aéreos de España y la empresa pública Aena por sus diferencias en el cómputo de la jornada laboral de los controladores aéreos, siendo ministro de Fomento el socialista José Blanco, que condujeron a cancelaciones y retrasos de vuelos en Galicia desde la noche del 26 de noviembre de 2010 y sucesivos días y que desembocaron en que Aena ordenase el cierre total del espacio aéreo en el territorio español durante los días 3 y 4 de diciembre de 2010.
El gobierno decretó ese mismo 4 de diciembre el primer estado de alarma desde la restauración de la democracia. Aunque el ministro de Fomento, José Blanco, calificó en ese momento los hechos como «huelga salvaje» y acusó a los trabajadores de hacer «chantaje» y de «utilizar como rehenes a los pasajeros», lo cierto es que la mayoría de los procesos judiciales que se abrieron a consecuencia de la crisis se cerraron dando la razón a los controladores, llegando a afirmar el juez Vázquez Taín, en su auto de archivo definitivo de la causa penal contra los controladores aéreos de Santiago de Compostela, que el cierre del espacio aéreo en diciembre de 2010 fue «una decisión política de quien tenía competencia para ello».
La crisis afectó a una gran cantidad de pasajeros en unas fechas especialmente sensibles para el turismo interior, por lo que produjo perjuicios económicos en este sector, tanto a las compañías aéreas como a la hostelería.
El 15 de diciembre, a propuesta del Consejo de Ministros, el Congreso de los Diputados prorrogó hasta el 15 de enero de 2011 el estado de alarma, decayendo la prórroga dicho día al tiempo que un Real Decreto devolvía el control aeroportuario a Aena, tras considerar el Gobierno en su reunión del 13 de enero que la crisis había terminado y la situación había regresado a la normalidad. Se retomaron las negociaciones entre la operadora aeroportuaria Aena y los controladores, nombrando las partes un arbitraje obligatorio en caso de no llegar a acuerdo. Terminado el período de negociación sin acuerdo, las parte se sometieron a un laudo arbitral obligatorio, eligiendo como mediador a Manuel Pimentel, exministro de Trabajo en el primer Gobierno de José María Aznar.
La normativa aprobada durante la crisis y en los meses previos estableció las bases para la posterior privatización de Aena.

## Antecedentes
Desde 1998 Aena venía endeudándose fuertemente por la construcción y ampliación de infraestructuras, empezando por el Plan Barajas, que sufrió fuertes desviaciones de costes, y siguiendo por la construcción o mejora de aeropuertos pequeños y sin apenas tráfico. Con la llegada de la crisis de 2008 y la bajada del tráfico de pasajeros, el pago de la deuda se convirtió en un gran problema, y la privatización en una posible solución. Según los controladores, ellos suponían un obstáculo para la privatización por el exceso de horas extraordinarias y el poder que tenían, inherente a las responsabilidades de su trabajo. 
En 2009 empezaron a aparecer en los medios de comunicación afirmaciones de Aena, a las que luego se sumó el ministro de Fomento, que atribuían su déficit a los altos salarios de los controladores. Éstos lo rechazaron afirmando que la principal causa de la deuda eran las «inversiones en infraestructuras, algunas faraónicas y otras insostenibles por su inviabilidad económica (nuevos aeropuertos o ampliaciones). Cualquier otra explicación no es sino una cortina de humo mediática para desviar la atención, y un simple análisis en la magnitud de las cifras desmonta dicha versión.»
A mediados de 2009 Aena informó de su intención de renovar el convenio colectivo y comunicó a la Unión Sindical de Controladores Aéreos (Usca), sindicato mayoritario de los controladores, que no prorrogaría el pacto de prolongación de jornada cuando caducara en marzo de 2010. Fuentes de los controladores afirman que la prórroga se extendía hasta el 31 de julio de 2010 pero que Aena forzó que caducase el 31 de marzo, en plena Semana Santa.
Este convenio colectivo, primero entre los controladores y el Gobierno español, había sido firmado en 1998 siendo ministro de Fomento Rafael Arias-Salgado y después Francisco Álvarez Cascos, quien lideró las negociaciones entre el ente público Aena y Usca. Poco tiempo después se firmaron unos pactos extraestatutarios de prolongación de jornada, que se irían prorrogando anualmente. El convenio incrementó en un 32,4 % el salario de los controladores y estableció la jornada laboral máxima de un controlador que trabajaba a turnos en 1200 horas anuales, pero debía descansar por ley el 33 % del tiempo en los turnos diurnos y el 50 % en los nocturnos. Los acuerdos de prolongación de jornada permitían una ampliación voluntaria de la jornada de hasta un 40 %, pero estas horas adicionales se pagaban mucho más. Estas horas adicionales habían permitido cubrir el creciente tráfico aéreo de 2000 a 2010 sin contratar más controladores, pero habían sido la causa de que los salarios fuesen más altos, la jornada anual más larga que en los países del entorno y la plantilla la más envejecida de Europa.
Entre finales de 2009 y principios de 2010 tanto Aena como el ministro de Fomento empezaron a afirmar que el salario de un controlador aéreo español rondaba de media los 350 000 euros anuales. Los controladores acusaron a Fomento de falsear el dato, afirmando que una cifra más correcta sería 240 000 euros de salario medio bruto. Nóminas reales arrojaron cifras entre 135 000 y 240 000 para los controladores operativos.
Mientras se negociaba un nuevo convenio, Aena y el ministro de Fomento acusaban a los controladores de «huelgas encubiertas». Los controladores lo negaban, denunciaban linchamiento mediático y que Aena infraprogramaba los turnos para generar demoras que luego achacar al colectivo de controladores como huelgas. Llegaron a demandar con éxito al diario El Mundo por no publicar una rectificación sobre una desinformación sobre el cierre de pistas en Barajas el 1 de enero de 2010.
El 4 de febrero de 2010 salieron a la luz documentos internos de Aena con planes de contingencia que preveían cierre del espacio aéreo y militarización de los controladores en caso de una huelga que dejara la plantilla al 0 %.

## El decreto 1/2010 y la ley 9/2010
A finales de enero de 2010 Usca ofreció un recorte de 25 % de media en los salarios como base para empezar a negociar, y solicitó la incorporación de 150 nuevos controladores para reducir la necesidad de horas extra. El 2 de febrero de 2010 Aena rompió las negociaciones. Ambas partes se acusaron de no tener voluntad de acuerdo y Usca afirmó que «Aena busca forzar el conflicto para poder justificar la imposición de medidas unilaterales desde fuera de la mesa de negociación».
Tres días después el Gobierno publicó el decreto 1/2010 que modificaba unilateralmente las condiciones laborales de los controladores. Entre otras cosas, ampliaba la jornada anual en un 45 % (de 1200 horas pasaba a 1750) y reducía los descansos. Además abría la puerta a la privatización del servicio de control de aeródromo.
Usca reaccionó afirmando que el decreto vulneraba el derecho a la negociación colectiva recogido en la Constitución y en el Tratado de Lisboa. Los sindicatos de controladores europeos lo calificaron de «escándalo» y cuestionaron que garantizase la seguridad aérea. La IFATCA (federación internacional del asociaciones de controladores aéreos) también cuestionó el decreto señalando que «castigaba a los controladores por la pasada mala gestión económica de Aena» y que iba «en detrimento de la seguridad del sistema». Varias organizaciones sindicales del sector aeronáutico español mostraron su apoyo a los controladores frente a lo que calificaron como «atropello inaceptable por parte del Ministerio de Fomento». El sindicato de pilotos SEPLA expresó su preocupación por el procedimiento utilizado y las repercusiones que pudiera tener en la seguridad. Posteriormente en una editorial de su revista endureció su postura al apreciar que el decreto había propiciado que responsables políticos tomaran decisiones técnicas y que la nueva configuración de descansos y turnos de los controladores estaba incidiendo en la seguridad.
Los partidos políticos IU y PP expresaron críticas hacia el proceder del gobierno. Sin embargo en el trámite parlamentario de convalidación del decreto sólo IU votó en contra. El Congreso acordó tramitar como proyecto de ley el decreto, y en abril, tras una tramitación inusualmente acelerada, según los controladores, se aprobó la ley 9/2010. En esta norma la jornada anual obligatoria pasaba a 1670 horas, más 80 horas extraordinarias voluntarias, y confirmaba la reducción de los descansos del 33 % en jornada nocturna y al 25 % en jornada diurna.
A partir de ese momento, las diferencias entre controladores y administración o Aena fueron constantes en 2010. Las asociaciones de controladores recurrieron las nuevas normas llegando hasta la Audiencia Nacional, donde el juez Ricardo Bodas desestimó la petición al considerar como hechos probados, según los controladores, afirmaciones en prensa sobre la conflictividad laboral, los argumentos del gobierno en el decreto, opiniones y un dato de productividad de Aena que se demostró falso.
En mayo y julio de 2010 los controladores fueron acusados de desarrollar huelgas encubiertas coincidiendo con períodos vacacionales. Los controladores lo negaron, acusando a Aena de manipulación de la información.
En julio la asamblea de Usca autorizó, por amplia mayoría, la convocatoria de una huelga. Sin embargo no llegó a convocarse ya que se desbloquearon las negociaciones y en agosto se llegó a un acuerdo con Aena sobre la jornada y la masa salarial que supondría un recorte del 40 % en el salario.
También en agosto, el Gobierno dictó un Real Decreto, el 1001/2010, lleno de errores y contradicciones según los controladores, que definía el concepto de «actividad aeronáutica» y fijaba su duración máxima anual en 1670 horas ordinarias y 80 extraordinarias. En el mismo mes, los ministerios de Fomento y Defensa acordaron un protocolo para «garantizar el máximo nivel posible de seguridad, eficacia y continuidad en la prestación del servicio de tránsito aéreo», por lo que Fomento se comprometía a capacitar a los controladores militares para que, llegado el caso, pudieran hacerse cargo del tráfico aéreo civil, no tanto suplirlos, como identificar los puestos críticos para poder atender las necesidades más urgentes. Entre septiembre y noviembre de 2010, las negociaciones para un nuevo convenio colectivo no fructificaron.

## Inicio de la crisis
El día 18 de noviembre de 2010 el sindicato Usca advirtió de que, pese a los cambios producidos por la nueva regulación, los controladores de Santiago de Compostela alcanzarían en breve el límite máximo de horas que por ley podían cumplir, por lo que no podrían continuar trabajando. Dos de ellos incluso formalizaron denuncia contra Aena por incumplimiento de las condiciones laborales. El mismo sindicato afirmó además que «esto es un goteo que se va a convertir en cascada según avancen las semanas y la gente vaya cumpliendo el máximo legal de horas en otras dependencias», acusando a Aena de falta de planificación y de desprecio de los avisos del sindicato. Posteriormente, según el auto de archivo de la causa penal, resultaría probado que los controladores aéreos habían cumplido ese límite horario legal que se les había establecido.
En respuesta Aena negó que en Santiago se estuviera alcanzando el límite de horas y afirmó que el problema se debía al absentismo de los trabajadores y que si fuese necesario reorganizaría los turnos de modo que ningún controlador alcanzase el máximo. Los controladores aéreos contestaron que la entidad pública computaba de forma singular el absentismo, considerando como tal «cualquier ausencia del trabajo». Es decir, vacaciones, días de asuntos propios, días libres, los permisos de maternidad o por muerte de un familiar tenían la consideración de absentismo.
Posteriormente se supo que esos mismos días la directora de Navegación Aérea de Aena, Carmen Librero Pintado había intentado, sin éxito, en escrito del día 26 de noviembre, que la Agencia Estatal de Seguridad Aérea (AESA) autorizara un incremento en la jornada máxima de los controladores de toda España, alegando «dificultades organizativas» de la entidad pública Aena. A la solicitud, la AESA respondió, en escrito de 29 de noviembre, denegando la petición de ampliación de jornada, en base al informe de la Abogacía del Estado. Por tanto, los controladores que habían superado su jornada máxima, por razones de seguridad, no podrían seguir trabajando de forma legal sin incumplir las normas de seguridad que el propio Ministerio de Fomento había establecido tres meses antes, en el Real Decreto 1001/2010. A pesar de ello, Aena siguió incluyendo en sus programaciones de trabajadores a personas que sabía positivamente que no podrían trabajar por haber superado su jornada y llegando a incluir en programación, según figura en sentencia judicial, «supuestamente, a un fallecido».
A partir de la tarde del 27 de noviembre algunos controladores de Lavacolla empezaron a no presentarse a su turno argumentando que, según su propio cómputo, ya habían alcanzado la jornada laboral anual que legalmente podían realizar. Desde el 28 de noviembre empezaron a producirse algunos retrasos y cancelaciones en vuelos que partían de aeropuertos gallegos. A pesar de que Aena señaló que llevaría ante la justicia a los que no habían acudido a trabajar por considerarlo un acto injustificable y un «boicot», la Usca señaló que «esto irá a más si no se toman las medidas necesarias», y el 2 de diciembre en el aeropuerto de Santiago de Compostela volvieron a producirse retrasos y cancelaciones.

## Consejo de Ministros del 3 de diciembre de 2010
Según el Ministerio de Fomento, el cómputo de horas de los controladores llevaría a que 300 controladores siguieran los pasos de los de Santiago en los siguientes días, la mayoría en Madrid, Palma y Canarias. El 3 de diciembre de 2010 el ministro de Fomento presentó en el Consejo de Ministros un texto que aclaraba el cómputo de horas y que se aprobó como parte de un nuevo decreto. Este decreto ratificaba lo afirmado en el decreto del 5 de agosto sobre el límite de la actividad aeronáutica anual en 1750 horas (1670 ordinarias y 80 extraordinarias) de trabajo efectivo, con exclusión de las empleadas en actividades laborales de carácter no aeronáutico. La aclaración que se añadía era que también se debían excluir del cómputo los «permisos sindicales, licencias y ausencias por incapacidad laboral». En este mismo decreto se creaba Aena Aeropuertos SA, para permitir la entrada de capital privado en la gestión de aeropuertos, se abría la puerta a la privatización parcial de Loterías y Apuestas del Estado, y se subían los impuestos al tabaco.
En la misma mañana de 3 de diciembre, a las 9:24, la Usca había convocado una asamblea permanente en todos los centros de trabajo para valorar las medidas que tomase el Consejo de Ministros. La normativa aprobada finalmente excluyó en el cálculo de horas los permisos sindicales, las guardias localizadas, cursos de formación, licencias (maternidad, lactancia, exámenes, defunción de familiares, etc) y ausencias por incapacidad laboral. También se incluían dos disposiciones que permitían al mando de Defensa hacerse cargo del control aeroportuario en caso de militarización, obligando a los controladores que se negasen a trabajar a pasar un examen médico inmediato al pedir la baja.

## Desarrollo del conflicto hasta la declaración del estado de alarma
Según Aena, a las 17:00 horas del 3 de diciembre, tras conocerse los acuerdos del Consejo de Ministros, un número significativo de controladores aéreos comenzó a retirarse de los puestos en la torres de control alegando para ello que, en virtud de la Ley de Navegación Aérea, no se encontraban en condiciones de salud para trabajar. Los controladores sostienen que todos los trabajadores excepto dos habían acudido al trabajo en el cambio de turno y ninguno abandonó su puesto después, extremo que responsables de Aena confirmaron posteriormente en sede judicial. Lo que sí hicieron muchos controladores fue firmar un formulario de declaración de disminución de capacidad psicofísica relacionado con el artículo 34.4 de la Ley de seguridad aérea, formulario que Aena había repartido justo al mediodía y que era inédito para los controladores.
Aena anunció el cierre del espacio aéreo y lo justificó por el abandono masivo de los controladores de sus puestos.
Esa misma tarde los controladores hicieron llegar una propuesta de convenio al secretario de Estado de Transporte, Isaías Táboas, que incluía, entre otras cuestiones, una sustancial rebaja de horas de trabajo respecto a la impuesta por los sucesivos decretos, pero equiparable a la de los principales proveedores europeos de control aéreo. La propuesta fue rechazada.
Desatado el conflicto en la tarde-noche del día 3, el presidente del Gobierno, José Luis Rodríguez Zapatero fue quien propuso estudiar la posibilidad de declarar el estado de alarma. El Ministerio de Defensa, por su parte, había puesto en alerta a la Unidad Militar de Emergencias.
También en la tarde-noche del 3 de diciembre, el ministro de Fomento, José Blanco López, creó un grupo de crisis, al que se sumarían en la noche la ministra de Defensa, Carme Chacón, y el vicepresidente primero del Gobierno y ministro del Interior, Alfredo Pérez Rubalcaba. En dicho grupo de crisis se encontraban el secretario de Estado de Defensa, Constantino Méndez, el jefe de Estado Mayor del Aire (JEMA), José Jiménez Ruiz y el abogado general del Estado, Joaquín de Fuentes. En esos momentos el propio jefe del Estado Mayor del Aire señaló a la Abogacía del Estado que no podía ni debía asumir el mando sobre los controladores civiles antes de su militarización, indicando que una cosa era tener el mando genérico y otra obligar a un civil a ejecutar órdenes de un militar. Así lo señaló también el general José Luis Poyato Ariza, asesor jurídico de la Defensa, por lo que la alternativa era una declaración del estado de alarma en la que constasen esos extremos.
Aun así, tras una primera comparecencia del vicepresidente en la que reiteraba el llamamiento a la incorporación de los controladores a sus puestos de trabajo, cuando el cambio de turno de las 22:00 horas no se incorporaron controladores suficientes, el presidente del Gobierno firmó a las 22:45 horas el decreto 1611/2010 por el que efectivos del Ejército del Aire tomaron bajo su mando los centros de control de tráfico aéreo y las torres de los principales aeropuertos civiles. Al mismo tiempo la Guardia Civil acudió al Hotel Auditorium de Madrid para identificar a los controladores aéreos que no habían acudido a trabajar y se encontraban allí reunidos.
Concretamente, en el cambio de turno de las 22:00 horas, se incorporaron la mitad de los controladores del aeropuerto de Barcelona, 5 en Madrid, 7 de 11 en Sevilla, 5 de 16 en Palma, y en Canarias no hubo problemas.
El controlador estudioso del conflicto, Antonio E. Berrocal, ha afirmado que en realidad esta militarización de los aeropuertos ya estaba acordada desde mucho antes. Afirma que ya en la tarde del 2 de diciembre se habían cancelado permisos de fin de semana y pernoctas en muchas bases aéreas del Ejército del Aire, al tiempo que miembros de la Polícia Nacional en Barajas eran notificados de que al día siguiente prestarían servicio en el centro de control de Torrejón.
Para la aplicación del decreto 1611/2010, el grupo de crisis acordó el traslado de efectivos militares a los cuatro centros de control claves de España que se encontraban en Sevilla, Madrid, Barcelona y Canarias para garantizar su funcionamiento. El Ministerio de Defensa reforzó el personal de algunos de los nueve aeropuertos de uso mixto militar y civil en Valladolid, Murcia-San Javier, Salamanca, Badajoz, León, Zaragoza, Albacete, Cuatro Vientos y Madrid-Torrejón, a donde se desviaron vuelos civiles. Además, coroneles del Ejército del Aire se trasladaron a las torres de control de los aeropuertos civiles y asumieron el mando de los mismos, quedando a sus órdenes todos los controladores. Sería el jefe del Estado Mayor del Ejército del Aire, general José Jiménez Ruiz, quien decidiría la prioridad en los vuelos.
En este dispositivo militar se movilizaron 190 efectivos del Ejército del Aire desplegados en los citados centros de control aéreo, y en el dispositivo de coordinación y seguimiento emplazado en el Estado Mayor del Aire. Asimismo, también se desplegaron efectivos de la Unidad Militar de Emergencias que atendieron a las personas que se vieron afectadas por el cierre del espacio aéreo. Según el anuario de la UME el despliegue en Barajas consistió en 7 vehículos y 21 soldados que repartieron 1660 mantas y más de 1000 botellas de agua.
La cifra de ciudadanos afectados por el cierre del espacio aéreo se elevó a 300 000 en la noche del 3 al 4 de diciembre, y el número de vuelos previstos del día 3, unos 5000, habían quedado en 3300, un 66 %.
En la primera hora de la madrugada del día 4, el Secretario de Estado de Defensa se reunió con los controladores y les indicó:

Vengo a informaros de vuestra situación. Fomento ya no pinta nada ahora. Y hasta que no se aclare todo esto nadie se volverá a sentar en una mesa de negociación. Si mañana por la mañana no se arregla todo esto, el Consejo de Ministros habrá firmado el estado de alarma y la militarización no solo del espacio aéreo sino de todos vosotros.

A las 02:00 horas del 4 de diciembre, en la segunda comparecencia del vicepresidente del  Gobierno, Rubalcaba señaló que se había dispuesto un Consejo de Ministros de carácter extraordinario para la mañana de ese mismo día donde se estudiaría la posibilidad de declarar el estado de alarma, tal y como tiene prevista la vigente Constitución española.

## Declaración del estado de alarma
En la mañana del día 4 de diciembre, antes de declararse el estado de alarma, el informe de Aena sobre asistencia de los controladores a los aeropuertos señalaba que al Centro de Control de Barcelona habían acudido 7 de 43; a la torre de El Prat 4 de 13; al Centro de Control de Madrid 15 de 67 y a la torre de Barajas 8 de 17; al Centro de Control de Sevilla, 10 de 19; al de Palma de Mallorca 13 de 13 y al de Valencia 7 de 8. Al mismo tiempo, Aena había movilizado sus servicios médicos para someter a examen a los controladores. El número de vuelos cancelados entre el 3 y el 4 de diciembre alcanzó la cifra de 4510 y entre 650 000 y 676 000 pasajeros afectados en España. Durante este día, el grupo de crisis se integró en la Comisión Delegada del Gobierno para Situaciones de Crisis, con los mismos miembros, más el presidente del Gobierno, el ministro de la Presidencia y el director del Centro Nacional de Inteligencia, el general Félix Sanz Roldán.
El Consejo de Ministros extraordinario del 4 de diciembre acordó declarar el estado de alarma previsto en la Constitución que entró en vigor a las 12:30 horas tras su publicación de forma urgente en el Boletín Oficial del Estado, Real Decreto 1673/2010, de 4 de diciembre, por el que se declara el estado de alarma para la normalización del servicio público esencial del transporte aéreo, con una redacción que permitía movilizar obligatoriamente a los controladores aéreos bajo la autoridad militar, por lo que no acudir a trabajar o hacerlo y no realizar su tarea podría considerarse un delito penado en el código penal militar.
La exposición de motivos del Real Decreto de declaración del estado de alarma justificaba la decisión sobre la base del artículo 19 de la Constitución española que garantiza la libre circulación de todos los españoles, que se había visto seriamente dañada por el cierre del espacio aéreo como consecuencia de «el abandono de sus obligaciones por parte de los controladores civiles de tránsito aéreo», considerando que, en la situación en que se producía, constituía una «calamidad pública de enorme magnitud por el muy elevado número de ciudadanos afectados, la entidad de los derechos conculcados y la gravedad de los perjuicios causados». El Real Decreto delegaba la autoridad gubernativa en los siguientes términos:

[La autoridad sobre las operaciones de control aéreo quedan al mando de] El Jefe de Estado Mayor del Ejército del Aire y las autoridades militares que designe [permaneciendo] todos los controladores de tránsito aéreo al servicio de Aena [...] con la consideración de personal militar a los efectos de lo previsto en el artículo 10.Uno [de la Ley Orgánica 4/1981 en relación con el artículo 44 de la Ley 48/1960, de 21 de julio, sobre Navegación Aérea] y en consecuencia, quedan sometidos a las órdenes directas de las autoridades designadas en el presente real decreto, y a las leyes penales y disciplinarias militares.

Tras la publicación en el Boletín Oficial del Estado, los controladores empezaron a recibir en sus domicilios un burofax oficial y un correo electrónico del ministerio de Fomento en el que se señalaba:

La declaración del estado de alarma implica que durante su vigencia todos los controladores aéreos de Aena quedan movilizados, pasan a tener la consideración de personal militar y por tanto, sometidos a las órdenes directas del jefe del Estado Mayor del Ejército del Aire. [En consecuencia] quedan sometidos al régimen penal y disciplinario propio de las Fuerzas Armadas. Ello determina que las actuaciones que lleven a cabo los controladores serán encuadradas en los tipos delictivos del Código Penal Militar como desobediencia, resistencia a la autoridad militar, sedición, etcétera... imponiéndose las penas previstas en dicho Código Penal a quienes resulten sancionados con arreglo a la misma.

La legalidad de la declaración del estado de alarma, en cuanto a si los hechos la justificaban, resultó polémica en el ámbito académico, con destacados juristas tanto a favor como en contra. Sin embargo, las asociaciones de jueces la avalaron. En cuanto a la constitucionalidad del contenido del decreto, juristas de prestigio como Manuel Jiménez de Parga, Rafael Mendizábal Allende y Enrique Gimbernart señalaron como contrario a la constitución el hecho de someter a civilies a la jurisdicción militar bajo un estado de alarma. La Asociación de Fiscales calificó de «injerencia intolerable» esta misma indicación del derecho a aplicar, y además afirmó que la presencia del fiscal general del Estado en el consejo de ministros había sido «innecesaria e impertinente», apelando a la separación de poderes.
El autor Antonio E. Berrocal ha presentado indicios de que la militarización era el objetivo desde el principio, y ha afirmado que la declaración del estado de alarma fue contraria al espíritu de la ley que lo regula. Ha afirmado también que la elección del estado de alarma en lugar del de excepción, donde no cabrían dudas de la constitucionalidad de aplicar la jurisdicción militar, se debió a que así el gobierno evitaba el control parlamentario previo.
En los días siguientes a la declaración del estado de alarma, el consejero delegado y director general de la Asociación Internacional de Transporte Aéreo (IATA), Giovanni Bisignani, apoyó la «determinación del ministro José Blanco para cambiar la situación» afirmando que la productividad de los controladores aéreos españoles era la más baja de los países europeos y eran, además, los controladores mejor pagados en el mismo entorno.

Los controladores aéreos españoles viven bien con una productividad que es un tercio de la de los británicos, y con un sueldo que supone el 150% de la media europea. Respeto plenamente las acciones del ministro [de Fomento] Blanco de conducir los costes del control del tráfico aéreo en línea con las realidades globales.

En 2012 documentos internos confirmaron que el dato de productividad de 2010 había sido manipulado a la baja por Aena.

## Restablecimiento de los vuelos y apertura del espacio aéreo
A partir de las 14:00 horas del 4 de diciembre Aena informó que los controladores comenzaban a regresar a sus puestos de trabajo en los distinto aeropuertos. Así comenzaron a operar primero los de Canarias y Baleares, abriéndose su espacio aéreo a las 14:45 horas; Madrid comenzó a operar a partir de las 15:15 horas llegando a una capacidad de 30 vuelos/hora, el 30 % de lo habitual, y así sucesivamente en Barcelona, Pamplona y la mayoría de los aeropuertos.
El  Gobierno reabrió definitivamente el espacio aéreo poco antes de las 16:00 horas del 4 de diciembre, estando operativos al 100 % en ese momento los aeropuertos de Madrid, Barcelona, Málaga, Melilla, Gran Canaria, Pamplona, Bilbao, Asturias y Granada, si bien los retrasos acumulados dificultaban las operaciones. De los 296 controladores que debían estar trabajando en el turno de tarde en España, tras la declaración del estado de alarma solo faltaron 16. En total el día 4 se consiguió operar con 412 vuelos de los 4300 que estaban previstos, algo menos del 10 %.
El 5 de diciembre a las 08:00 horas la totalidad de los aeropuertos operaban con normalidad, con la mayoría de los controladores en sus puestos de trabajo y bajo la supervisión de personal militar. Las compañías aéreas operaban con total capacidad mientras trataban de recolocar a los viajeros que en los dos días anteriores habían tenido que permanecer a la espera.
En la mañana del 6 de diciembre solo 10 controladores habían faltado al trabajo y todos ellos por causas justificadas, y desde la tarde del día 4 a la mañana del día 6, unos 335 000 pasajeros habían podido dirigirse a sus destinos. Al finalizar la jornada, de 4053 vuelos programados en España solo se habían producido 80 cancelaciones, lo que para Aena era una situación de normalidad. No obstante quedaban algunas operaciones pendientes para terminar de recuperar los más de 4600 vuelos cancelados.
El 9 de diciembre, Aena consideró completamente restablecidos los servicios, ya que desde el día 5 de diciembre se habían realizado las operaciones habituales (3943 el 5 de diciembre, 3961 el 6 de diciembre y 3740 el 7 de diciembre), frente a tan solo 548 operaciones el 4 de diciembre.

## Prórroga del estado de alarma
A pesar de haber declarado que se había vuelto a la normalidad, el día siguiente, 10 de diciembre, desde el ejecutivo se empezó a considerar la prórroga del estado de alarma. Hasta el 85 % de los controladores firmaron un documento por el que se comprometían a mantener la normalidad operativa, pero tampoco eso impidió que el 14 de diciembre, un Consejo de Ministros extraordinario celebrado en el Palacio de las Cortes acordase prorrogar el estado de alarma hasta el 15 de enero de 2011, decisión que ratificó el Congreso al día siguiente por 180 votos a favor, 5 en contra y 131 abstenciones (votos a favor de los grupos socialistas, de Convergencia i Unio, del Partido Nacionalista Vasco y de Coalición Canaria; votos en contra de Izquierda Unida, Esquerra Republicana de Catalunya y Bloque Nacionalista Galego y abstenciones del Partido Popular).
La propuesta partió del Ministerio de Fomento, según el cual:

"Los promotores del sabotaje [del 3 y 4 de diciembre] no han alcanzado a ver las consecuencias de los daños" y "la gran mayoría de los controladores aéreos quiere trabajar y cumplir con su deber, pero muchas veces se sienten coaccionados y obligados por un grupo que les dirige y coordina".

Las principales reticencias a dicha prórroga dentro del Gobierno procedieron de los departamentos que dirigían la ministra de Defensa, Carme Chacón, y el ministro de Justicia, Francisco Caamaño. El vicepresidente primero del Gobierno, Alfredo Pérez Rubalcaba, tras el Consejo de Ministros, justificó la decisión en estos términos:

Entendemos que la prórroga es necesaria. Es la obligación del Gobierno garantizar que nuestro sistema de aeropuertos, el control de tráfico aéreo vuelve absolutamente a la normalidad.

Según Antonio E. Berrocal, esta justificación basada en la prevención es completamente contraria al espíritu de la norma de los estados excepcionales y la prórroga se podría considerar un fraude de ley. Este mismo autor afirma que el objetivo de la tramitación parlamentaria de la prórroga fue «blindar» los actos del gobierno ante recursos en el Tribunal Constitucional.

## Fin del estado de alarma

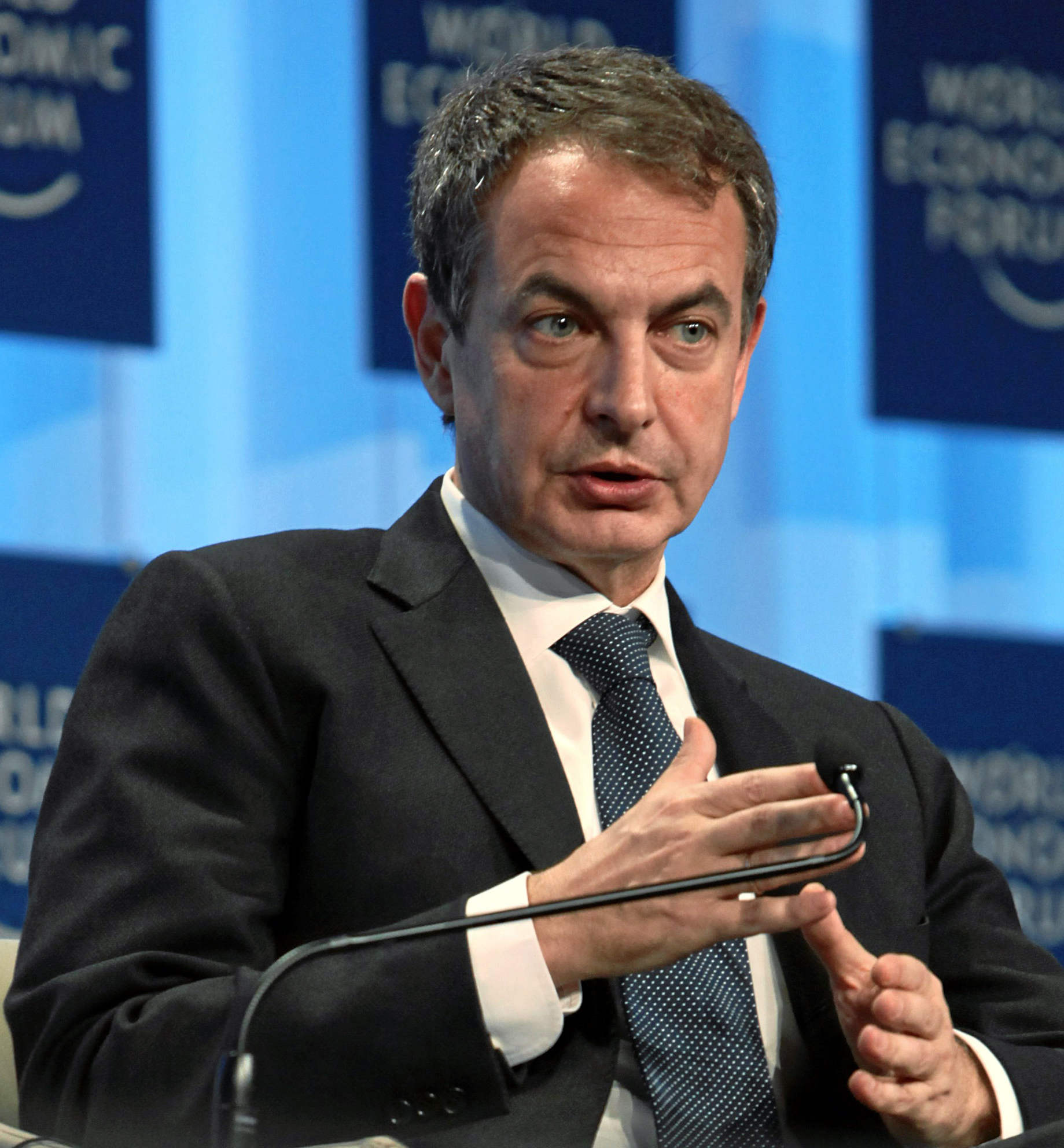
José Luis Rodríguez Zapatero.

El presidente del  Gobierno, José Luis Rodríguez Zapatero, firmó un Real Decreto el 13 de enero de 2011, que entraba en vigor el día 15, y con el que anulaba el Real Decreto de fecha 3 de diciembre de 2010, dejando de estar bajo la supervisión del Ejército y pasando el control aeroportuario de nuevo al operador Aena. El estado de alarma perdía su validez a las 00:00 horas, del 16 de enero, al decaer el plazo establecido por la prórroga del mismo en el Congreso de los Diputados. Tras el Consejo de Ministros del 14 de enero, el Gobierno daba por terminada la crisis al considerar que estaba garantizado el derecho a viajar sin problemas, que la normalidad en los aeropuertos y servicios de las torres de control se había recuperado y se había encauzado la negociación colectiva del convenio de los controladores aéreos.

## Posición de los controladores
La Usca manifestó que los controladores habían sufrido «una provocación en forma de real decreto-ley, (que no considera horas trabajadas las guardias localizadas, las licencias y las ausencias por incapacidad laboral) en la víspera de uno de los puentes más importantes del año» y que «había resultado muy difícil hacerles volver al trabajo». Los controladores sostenían que la plantilla, a la que se le habían aumentado las horas (al convertir las extraordinarias voluntarias en horas ordinarias obligatorias) y rebajado el sueldo (de unos 350 000 euros, según Aena, a 200 000 brutos, 140 000 según Usca) no podía garantizar el trabajo. Efectivamente, el propio Pimentel en su laudo afirmó: «Un elemento que no puede ignorarse, obviamente, en este procedimiento arbitral es la numerosa producción legislativa y reglamentaria que se ha aprobado a lo largo del último año (2010) sobre las condiciones de trabajo del colectivo de Controladores del tránsito aéreo».
Los controladores mantenían en su propuesta básicamente que la jornada laboral a partir del 1 de enero de 2013 no fuera superior a 1420 horas anuales (frente a las 1670 determinadas por el Gobierno), de esta manera su jornada laboral se equipararía a la de los principales proveedores europeos de navegación aérea. En el tema salarial la propuesta incluía un complemento personal de adaptación a la superior jornada que garantizaría la masa salarial pactada con Aena y que se distribuiría en un 2 % en 2010 del valor del resto de conceptos del salario ordinario fijo, del 4 % en 2011, del 6 % en 2012, del 8 % en 2013 y del 10 % en 2014, que Aena no tuviera en su mano la organización del trabajo y el sobreseimiento de todos los expedientes abiertos desde febrero de 2010. La propuesta, aseguraron los controladores, se ajustaba a lo pactado con Aena el 13 de agosto, donde se establecía una masa salarial que permitiría un sueldo medio de 200 000 euros anuales brutos.
En todo caso, los controladores mantuvieron en sus declaraciones que la principal reivindicación no era salarial, sino de condiciones laborales, que consideraban habían sido recortadas por los diversos reales decretos que el Gobierno aprobara desde febrero de 2010. Por un lado se habían aumentado las horas de trabajo y por otro aseguraban que Aena había acometido acciones, amparadas por el real decreto, como denegar permisos por lactancia, anular solo con días de antelación vacaciones concedidas meses antes, eliminar reducciones de jornadas, etc. Advirtieron también que Aena había tomado decisiones, en contra de las recomendaciones de los controladores, que habían comprometido la operatividad y la seguridad, aumentando de forma preocupante el número de incidentes aéreos.

Solo pedimos unas condiciones laborales estables, un convenio como cualquier trabajador, que se respete, y que esté en consonancia con lo que tienen los controladores europeos y que se ajuste a la ley y las necesidades económicas de Aena, que no discutimos.

El sindicato Usca afirmó que el plante había sido una reacción desmedida y que desde el principio se habían hecho llamamientos a los afiliados para que volvieran a sus centros de trabajo, además de haber pedido públicamente disculpas a los usuarios afectados. Sin embargo afirmó también que la responsabilidad de los hechos debía atribuirse en igual medida al  Gobierno, que había acorralado a los controladores desde febrero con la aprobación, siempre en fechas clave previas a períodos vacacionales, de sucesivos reales decretos que recortaban los derechos laborales de los trabajadores. También consideró corresponsable a Aena, porque «ha empujado y machacado» al colectivo desde una gestión «irresponsable». Declaró también que «el Gobierno lleva desde el 5 de febrero buscando una reacción así del colectivo. Han conseguido que no se hable de la retirada de la ayuda de los 426 euros ni de la privatización de Barajas y El Prat. Han sido muy hábiles». Así mismo, señaló que llevaban años reclamando de Aena la formación y contratación de más controladores, pues el crecimiento del tráfico aéreo desde 2000 había sido grande y la plantilla no había crecido de manera acorde a ello.
A título individual varios controladores declararon que trabajaban en condiciones de «esclavitud» y que las ausencias se debieron a que «la gente estaba tan hecha polvo y tan desmoralizada que se acogió al artículo 34.4 de la Ley de Seguridad Aérea porque no podía atender el tráfico [aéreo]».

Solo intentamos luchar por nuestros derechos. Aena no quiere negociar nuestra situación y el Gobierno lleva meses actuando a golpe de decretos. Después de la privatización parcial de los aeropuertos y tras el decretazo del viernes, no nos quedaba otra opción. Por eso nos hemos plantado. Nosotros también somos víctimas. Ahora nos señalan como los malos de la película y estamos en el ojo del huracán, pero no nos quedaba otra salida. Las culpas, al Gobierno.

El controlador Antonio E. Berrocal afirma que todo el conflicto se debió al afán de neutralizar el poder que el colectivo de controladores tenía en el desarrollo y gestión de Aena, para hacerla así más atractiva para los inversores en el proceso privatización, necesario por la descomunal deuda adquirida en la construcción de una infraestructura faraónica desde 1998.

## Acciones administrativas y judiciales por la crisis

### Acciones administrativas o de empresa contra los controladores
Aena emprendió acciones contra los controladores que se negaron a trabajar basadas en su propio conocimiento o en las denuncias de particulares. A fecha 5 de diciembre de 2010 había abierto 442 expedientes sancionadores, que suponían una quinta parte del total de controladores (unos 2200).
En Galicia las sanciones derivaron en varias suspensiones de empleo y sueldo, dos traslados forzosos y un despido. Posteriormente los juzgados revocaron 8 de estas sanciones.
En junio de 2016, ante las 11 sentencias de distintos juzgados de lo social que anulaban sanciones a los controladores del centro de control de Barcelona, la empresa dejó sin efecto 61 sanciones a controladores de dicho centro.

### Acciones judiciales de la Fiscalía contra los controladores
La Fiscalía, en distintos puntos de España, inició diligencias para averiguar quienes no habían acudido a sus puestos de trabajo y las razones argumentadas, por si pudieran constituir una acción delictiva. A la Fiscalía General del Estado, a fecha 6 de diciembre, no le constaba que hubiera controladores que desobedecieran el estado de alarma, por lo que no tenía previsto actuar por la vía penal militar. El fiscal general del Estado, Cándido Conde-Pumpido, señaló el 9 de diciembre que el Ministerio Fiscal tenía 20 procesos abiertos en toda España con 175 controladores a los que se investigaba y que pediría penas de hasta ocho años de cárcel por un presunto delito de sedición ya que la situación era similar al supuesto abandono de un hospital por parte de todos los médicos, calificado como delito de sedición. En cualquier caso, la Fiscalía investigaba también la posible falsificación de certificados médicos. Conde Pumpido afirmó sobre la gravedad de los hechos:

El abandono colectivo de un aeropuerto, con la paralización del tráfico aéreo es un delito muy grave penado en la ley de navegación aérea con una sanción de prisión de entre tres y ocho años. No estamos hablando de un problema laboral porque no se ha utilizado en ningún momento las vías legales sino un abandono premeditado concertado y colectivo de los aeropuertos con un grave daño para ciudadanos y España, por eso las diversas fiscalías han incoado diligencias de investigación.

Los fiscales habían analizado además otras posibilidades que ofrecía la legislación. Si los controladores habían dejado de acudir a su puesto de trabajo antes de la declaración del estado de alarma, la imputación podía ser también por un delito de sedición aérea, recogido en la Ley Procesal Penal de Navegación Aérea de 1964, y de conformidad con el artículo 20 de la Ley de Navegación Aérea, y castigado con hasta seis años de cárcel o, de no poderse probar este, el delito de desobediencia grave, al que correspondía una pena de entre seis meses y un año; en el caso de que la inasistencia se produjera después de declararse el estado de alarma, el delito a investigar sería el de desobediencia, del Código Penal militar, penado también con hasta seis años de cárcel y muy por encima del de desobediencia grave. El presidente del Gobierno también afirmó, en cuanto a los posibles procesamientos, que no era lo mismo abandonar o no acudir al puesto de trabajo antes o después de la declaración del estado de alarma, y que la legislación ofrecía suficientes resortes para castigar a los culpables.
A finales de diciembre de 2010 la Fiscalía de Madrid presentó denuncia por la comisión de un presunto delito de sedición aérea contra los controladores «en general» (sin especificar cuales) que faltaron o se ausentaron del trabajo en el aeropuerto de Barajas y Torrejón de Ardoz los días 3 y 4 de diciembre, sin descartarse la posibilidad de solicitar el embargo de bienes de los implicados para responder con ellos de los daños causados, todo ello al amparo del artículo 20 de la Ley de Navegación Aérea en relación con el artículo 545 del Código Penal. Previamente la Fiscalía había citado a 26 controladores que habían ejercido su derecho a no declarar, argumentando que se les debía interrogar en el marco de la jurisdicción militar al estar bajo estado de alarma.
Para 2015 hasta 20 juzgados distintos habían dado la razón a los controladores, habiéndose resuelto los procesos judiciales abiertos con sobreseimiento y archivo.  Por ejemplo, la Fiscalía de Barcelona había presentado denuncia contra 44 controladores del centro de control de Gavá en febrero de 2011 por un presunto delito contra la navegación aérea y abandono de servicio público, señalando que los mismos «optaron por hacer inviable el tráfico aéreo con sus imaginarias incapacidades, derivada de su conflicto laboral y su enfrentamiento con el Gobierno». En el mismo sentido, la Fiscalía de Gerona había denunciado a otros seis controladores. En enero de 2015 la causa de Barcelona se archivó definitivamente al desestimar el juez la responsabilidad de los controladores en el cierre aéreo. La causa de Gerona se cerró de manera similar en 2013. Los servicios jurídicos del Gobierno de Canarias presentaron el 5 de diciembre de 2010, ante la fiscalía de Las Palmas, una denuncia contra los controladores al considerar que existían indicios suficientes para imputar al colectivo de controladores aéreos por delitos contra la administración pública, sedición y desobediencia. En la denuncia se señalaba que la acción de los controladores había repercutido de forma «negativa para los ciudadanos canarios y para los intereses de Canarias ya que se ha obstaculizado, de forma absoluta, la normal prestación del servicio lo cual es imputable a la conducta manifiestamente ilegal del colectivo de controladores». En diciembre de 2014 la Audiencia Provincial de las Palmas de Gran Canaria confirmó el sobreseimiento y archivo de la causa. La propia fiscalía había solicitado el sobreseimiento al no apreciar que se cumplieran los requisitos para formular acusación.
Durante el proceso de Barcelona, una cuestión de competencia del juzgado llegó al Tribunal Supremo, que devolvió el caso argumentando que «no hubo una actuación conjunta y concertada de todos (en referencia a los controladores aéreos)», y que la concertación «es una conclusión aventurada y carente de todo soporte probatorio».

### Acciones conjuntas contra Aena y los controladores
Por otra parte, unos 5000 afectados —casi 10 000 en julio de 2011— crearon una plataforma propia para presentar acciones judiciales contra los controladores que supuestamente secundaron la huelga ilegal y exigir una indemnización del patrimonio personal de cada uno de ellos y también contra Aena al considerar que «la responsabilidad patrimonial no puede acabarse en los controladores aéreos, que son meros empleados públicos». La reclamación ascendía a un importe de 50 millones de euros.

#### Proceso seguido en el Juzgado número 3 de Madrid
La plataforma de afectados se personó con una causa penal el 3 de marzo de 2011 en el Juzgado de Instrucción número 3 de Madrid, desdoblado con el mismo nombre, pero como Juzgado número 3 (bis) debido al cúmulo de trabajo en el caso, acusando a los controladores de un delito de abandono de funciones, solicitando 10 000 euros a cada uno como indemnización personal de los controladores. En julio de 2011, ante el Juzgado de Instrucción número 3 de Madrid, prestaron declaración 16 controladores de Barajas y de Torrejón de Ardoz que alegarón «estrés» u otros problemas de salud como causa de la baja médica y que estaban imputados por delitos de sedición, coacciones y abandono de sus puestos de trabajo. En algunas acusaciones particulares se acusó a determinados controladores también de secuestro o detención ilegal. El presidente del sindicato de controladores, Usca, procesado en calidad de controlador aéreo, declaró que la responsabilidad del cierre del espacio aéreo correspondía a la mala gestión de Aena y que su ausencia como controlador el día 3 de diciembre se debía a una dispensa sindical concedida por la propia Aena.
El proceso judicial en los juzgados de Madrid llegó a dictar sentencia en 2020, diez años después, contra la mayor parte de los trabajadores encausados, que habían llegado a un pacto con la fiscalía. Medios próximos a los controladores afirmaron que la autoinculpación se explicaba «para terminar con el calvario que llevaban padeciendo más de diez años, sin ningún tipo de resolución judicial, con nueve cambios de jueces, con constantes presiones y con un incesante linchamiento mediático». El resto de los trabajadores decidió continuar el proceso judicial recurriendo la sentencia. Finalmente, en 2022, la Audiencia Provincial de Madrid la revocó, absolviendo así a todos los  encausados al encontrar que el proceso en primera instancia se había sustentado en una prueba exigua y había desatendido los testimonios propuestos por los acusados.
En Palma, tras ocho años de proceso judicial, todos los controladores llegaron a un acuerdo similar con la fiscalía, sin que ninguno continuase el proceso. Este proceso judicial es, por tanto, el único de los 22 que no ha terminado con la exoneración a los controladores.

#### Proceso seguido en el Juzgado número 2 de Santiago de Compostela
La instrucción de la investigación la llevó a cabo el juez José Antonio Vázquez Taín. El 18 de enero de 2014 se hizo público el auto dictado por este juez días antes donde se establece que el cierre del espacio aéreo fue «una decisión política de quien tenía competencia para ello». Según el juez, el cierre «no es atribuible ni directa ni indirectamente» a los controladores ya que estos «se limitaron a cumplir una norma que fijaba el número máximo de horas que podían trabajar», argumentando el propio juez que sólo cabe responsabilidad en las personas de Aena que tomaron la decisión de cerrar el espacio aéreo.

## Negociaciones entre Aena y los controladores en 2011
Las negociaciones entre las partes, retomadas en enero de 2011, llegaron a un punto en el que controladores y gestores aeroportuarios se impusieron el nombramiento de un árbitro cuya resolución resultase vinculante para ambas partes en caso de no existir acuerdo antes del 31 de enero. Se eligió a Manuel Pimentel, que fue ministro de Trabajo en el primer  Gobierno de José María Aznar, separado desde su dimisión en 2000 del Partido Popular, que era ingeniero agrónomo, licenciado en Derecho, escritor y editor.
Finalizado enero sin acuerdo, las partes se sometieron al arbitraje en el que se dictaría un laudo de obligado cumplimiento. Las diferencias se centraban en la jornada y el reparto de la masa salarial. Mientras Aena proponía mantener 1670 horas anuales de jornada y la posibilidad de establecer cuatro niveles de horarios (entre 1200 y 1500 horas) según dependencias, pero pagar la hora que hiciera falta trabajar y que no alcanzase las 1670 como hora ordinaria, el sindicato Usca quería rebajar la jornada a 1440 horas anuales de forma lineal, que consideraban superior a la media de la jornada europea.

### Laudo arbitral de obligado cumplimiento
El 28 de febrero de 2011 Manuel Pimentel dictó el laudo arbitral de obligado cumplimiento y que regulaba las relaciones laborales hasta 2013. El redactor dijo haberlo realizado sobre la base de los acuerdos de las partes de agosto de 2010 estableciendo un sistema gradual en la jornada laboral, las situaciones de Licencia Especial Retribuida, una jornada laboral combinada con las horas de formación flexible que permitiera «un colchón a la empresa» para la reducción del absentismo y ajustar los tiempos de trabajo, referenciando jornada y retribución. En lo sustancial, el laudo estableció:
- Jornada laboral de 1670 (1710 con las horas de formación) horas en 2011 y de 1595 después hasta 2013.
- El salario medio se situó en 200 000 euros, respetando el acuerdo base de las partes sobre la masa salarial en agosto de 2010.
- Las horas de formación se incluyen en la jornada laboral a razón de 40 anuales en 2011, 25 en 2012 y 20 en 2013.
- Se crea la denominada «reserva activa» en la que se encontrarán los controladores no operativos que cobrarán un 75 % del salario.
- El número de horas extra quedó establecido en 80 anuales. Tras estas 80 horas, serán servicios de cumplimiento obligatorio (COS).

El mediador, Manuel Pimentel, valoró días después de dictar el laudo el trabajo realizado. Señaló que la jornada laboral y la carrera profesional eran cuestiones claves, más que el salario ya pactado y aceptado por las partes en agosto de 2010. En ese sentido indicó que había tratado de conjugar jornada, salario y productividad para acercar el resultado a la media europea.
El ministro de Fomento, José Blanco, se mostró satisfecho del texto y aseguró que el gestor aeroportuario, Aena, cumpliría «de la A a la Z» el laudo, considerando que se trataba de un texto fruto del consenso y que no había ni vencedores ni vencidos. Felicitó también al autor del texto y a la Unión Sindical de Controladores Aéreos, de quienes esperaba una respuesta positiva. Estos señalaron días después su satisfacción con el laudo, agradeciendo la labor del árbitro y considerando que se sentaban las bases para un futuro convenio. Valoraron muy positivamente la fijación clara, a su juicio, de la jornada laboral y aseguraron que no se repetirían situaciones como en diciembre de 2010 en las que se adoptaron, por la fuerza, «decisiones unilaterales contra los trabajadores».

## Reacciones políticas
El presidente del Gobierno, José Luis Rodríguez Zapatero, señaló el 6 de diciembre que si las medidas adoptadas «han dado los resultados deseados, que eran restituir la normalidad en una grave crisis del sistema aeroportuario en menos de 24 horas» era porque habían sido las adecuadas. El líder del Partido Popular, Mariano Rajoy, mostró el apoyo de su partido a las medidas adoptadas, pero pedía explicaciones al  Gobierno por haber llegado a la situación del día 3 de diciembre. Aunque el Partido Popular, principal partido de la oposición, apoyó las medidas tomadas por el  Gobierno, el diputado popular Rafael Hernando, solicitó la dimisión del ministro de Fomento, José Blanco, al considerar que usó a los viajeros en su «pulso» con los controladores, fue «incapaz» de negociar con los controladores y permitió que el Consejo de Ministros aprobara unas medidas el día 3 de diciembre que sabía iba a encender el conflicto con los controladores. El vicepresidente primero del Gobierno, Alfredo Pérez Rubalcaba, señaló que sucesos como estos no se volverían a repetir en el futuro, y dirigentes del Partido Socialista Obrero Español acusaron al Partido Popular de haber estado en connivencia con los controladores dadas las reuniones que mantuvieron con ellos en fechas próximas al conflicto. El resto de las fuerzas políticas apoyaron al  Gobierno, matizando Joan Ribo, de Esquerra Republicana de Catalunya, que era conveniente levantar el estado de alarma cuando fuera innecesario, aún antes de pasar los 15 días, y Gaspar Llamazares, de Izquierda Unida, que consideró que no hubiera sido necesario llegar al extremo de tomar las medidas excepcionales.

### Debate en el Congreso de los Diputados
El 9 de diciembre de 2010, se celebró en el Congreso de los Diputados, una sesión ordinaria cuyo orden del día era la comunicación del Gobierno a las Cortes del Real Decreto 1673/2010, de 4 de diciembre, por el que se declara el estado de alarma para la normalización del servicio público esencial del transporte aéreo.

#### Postura del Gobierno de España
El presidente del Gobierno, José Luis Rodríguez Zapatero, manifestó que frente al plantel de los controladores hubo que aplicar «una medida de excepción para acabar con una situación de excepción». Calificó la actuación de los controladores de «abierta rebeldía con el Estado de derecho» y señaló que el 3 de diciembre el  Gobierno debió modificar el real decreto que regulaba las condiciones laborales de los controladores debido a la situación de abandono que ya se producía en ese momento en Canarias y Santiago de Compostela y que, una vez abandonados los puestos de trabajo y bloqueado el espacio aéreo, los controladores hicieron llegar una propuesta de convenio y amenazaban con continuar sus acciones si no se firmaba. Concluyó señalando:

Lo que se juzga hoy no es un conflicto laboral sino una desobediencia. Nadie, ni individual ni colectivamente, puede tomar como rehenes de sus reivindicaciones al conjunto de los ciudadanos. El Gobierno no dudará en utilizar, sin ignorar los requerimientos de proporcionalidad, todos los instrumentos del Estado de derecho para poner fin a situaciones como las que hemos vivido este fin de semana.

#### Postura del Grupo Parlamentario Popular
El líder de la oposición y presidente del Partido Popular, Mariano Rajoy, respaldó las medidas del Gobierno «para la defensa de la ley y el interés general», criticando con dureza la acción de los controladores acusándoles de utilizar «formas ilegítimas, intolerables e ilegales». Después acusó al  Gobierno de «pasividad y desidia», de no resolver el problema tras seis años y ha dicho del ministro de Fomento, José Blanco López, que se dedicaba a lanzar insidias contra la oposición para tapar sus fracasos:

El Ministro de Fomento es un inútil total con dosis importantes de caradura porque siempre encuentra una excusa para no asumir sus responsabilidades […] Señorías, no seré yo quien emplee estos calificativos con el señor Blanco ni con nadie. Tan cariñosos epítetos fueron los que dedicó don Alfredo Pérez Rubalcaba a un Ministro de Fomento por unos retrasos en el aeropuerto de Barajas en el año 1999.

Concluyó diciendo al  Gobierno que debe garantizar «que los perjudicados serán resarcidos», acusando al gabinete de «no hacer nada y cuando hay que hacerlo de cualquier manera».

#### Postura del Grupo Parlamentario Catalán
El portavoz y secretario general de Convergencia y Unión, Josep Antoni Durán i Lleida, pidió al presidente del Gobierno que «haga lo que tenga que hacer» para garantizar a la ciudadanía la libertad de movimiento. El portavoz de CiU culpó a los controladores, pero también al Gobierno, sobre el que afirmó que «no ha sabido administrar bien la negociación con este colectivo». También alertó de que «el conflicto no está resuelto, hay motivos para pensar que puede recrudecerse». Durán i Lleida abogó que la solución al conflicto pasa por una reestructuración del sistema aeroportuario español:

... [un] sistema de gestión central de navegación aérea. Así no se puede seguir. Mientras sigamos sujetos a las rigideces del aparato estatal y a los poderes centrales, España seguirá siendo un país de segunda por no decir de tercera o cuarta como estos días.

#### Postura del Grupo Parlamentario Vasco
El portavoz de Partido Nacionalista Vasco, Josu Erkoreka, también dio su apoyo a la declaración del estado de alarma.

...Siempre constituye un mal recurrir a medidas de excepción para resolver problemas cotidianos, pero es evidente que en esta ocasión fue un mal menor.

Erkoreka aprobó que el estado de alarma se haya aplicado «dentro de los límites de la proporcionalidad, sin atropellos graves ni excesos de poder», aunque afirmó que si el Gobierno decide ampliar la situación ya no valdrá «rendir cuentas a posteriori ... Si piensa hacerlo, vaya preparándolo bien». Para el portavoz del PNV, la utilización del Código Penal Militar «parece proporcionada y claramente fundada en términos jurídicos», aunque compartió «las dudas de quienes cuestionan» que se aplicase el estado de alarma sin que concurriera ninguna otra de las circunstancias que prevé el artículo de la ley de 1981 que regula los estados de alarma, excepción y sitio.

#### Postura de Izquierda Unida
El portavoz de Izquierda Unida, Gaspar Llamazares, condenó la actitud de los controladores, porque «nos parece un abuso de poder» y porque «debilita a la hora de defender los derechos laborales y sociales, el derecho a huelga y el rechazo a la política de fondo tras el conflicto».
Por otro lado criticó que la solución pasara por un estado de alarma y por la militarización de las torres de control, afirmando que ambas acciones carecían de cobertura legal para ser realizadas. Declaró también que este conflicto era la conclusión al modelo de gestión adoptado por el Gobierno desde unos años antes, y que esa estrategia de gestión trataba de eludir los graves errores de gestión de Aena y atribuírselos únicamente a un cuerpo de trabajadores.
Solicitó al Gobierno que

..no vayan ustedes a solucionar la crisis de Aena como solucionan la crisis económica, de nuevo con ajustes, limitación de derechos sociales, de nuevo con privatizaciones y mucho menos con el ordeno y mando. Señorías, con el ordeno y mando el conflicto está servido ...

## Impacto de la crisis sobre las compañías aéreas y el turismo
Las compañías aéreas que operaban en España evaluaron el impacto económico del conflicto entre 60 y 80 millones de euros diarios por el cierre del espacio aéreo, sin que se incluyan en esa cuantía las atenciones extraordionarias que debieron hacer a los viajeros, la devolución de los billetes a los viajeros que lo solicitasen y los costes de los vuelos que podían retomarse. Las aerolíneas pidieron a Aena 91 millones de euros. Para el turismo, las pérdidas se calculaban por los hosteleros en unos 250 millones de euros.
El Gobierno de Canarias y agentes económicos de las islas señalaron que demandarían a los controladores por los daños causados a la imagen turística de Canarias, a los que Paulino Rivero, presidente del archipiélago, consideró «únicos responsables» de la crisis. El alcalde de Madrid, Alberto Ruiz-Gallardón, cifró las pérdidas de la capital de España en 140 millones de euros. Gallardón calificó de «huelga salvaje» la acción de los controladores y destacó que «la huelga ha hecho mucho daño a Madrid y ha tocado uno de los pilares de la economía de la ciudad (el turismo), y lo ha hecho a través de uno de sus iconos, el aeropuerto de Madrid-Barajas, la estructura e infraestructura que tiene mayor impacto en la economía de Madrid».
El ministro de Industria, Turismo y Comercio, Miguel Sebastián, señaló el 7 de diciembre que, a pesar de las cifras dadas, era demasiado pronto para evaluar el impacto económico real de la crisis. Además, esperaba que no tuviera repercusiones negativas para el turismo del exterior en la medida que la prensa internacional había acogido la decisión del  Gobierno español como «clara y contundente». El número de turistas extranjeros que visitarían España en diciembre de 2010 se cifraba en 2,8 millones, la inmensa mayoría entre el 20 y el 30 de diciembre.